# Chek Lap Kok
Chek Lap Kok (en chino tradicional, 赤鱲角) es una isla en las aguas occidentales de Hong Kong. 
Chek Lap Kok fue una de las dos islas (la otra era Lam Chau) que se unieron vía el depósito de grandes cantidades de escombros (Tierras ganadas al mar) para formar una plataforma de 12,48 km² para que en ella se asentase el Aeropuerto Internacional de Hong Kong. Popularmente se conoce a este aeropuerto como el Chek Lap Kok Airport.